# Un croque-mort nommé Nestor
Un croque-mort nommé Nestor est un roman policier français de Léo Malet, paru en 1969 aux éditions Fleuve noir. Il s’agit de l'avant-dernier roman original de la série ayant pour héros le détective Nestor Burma.

## Résumé
En juin 1967, à Nîmes, Nestor Burma est chargé par le grand banquier Durocher de filer un certain Georges Legrand, surnommé le grand Jo, un gangster ayant plusieurs crimes et une tentative de viol à son actif. Le malfrat a été retrouvé en possession de titres provenant d'un paquet de 50 millions dérobé par l'employé Roland Bodin sept ans plus tôt.
Burma ne tarde pas à découvrir qu'un caïd de plus imposante stature, le mystérieux M. X, tire les ficelles dans cette affaire, où, pour le détective de choc, s'accumulent cadavres, coups de matraque et gueules de bois. « Finalement, M. X sera démasqué ».

## Éditions
- Parution initiale en feuilleton sous le titre de Direction cimetière dans le Parisien libéré du 5 janvier au 25 février 1953. C'est une version fortement remaniée qui paraîtra ensuite en volume[2].
- Fleuve noir, Spécial Police no 726, 1969
- Fleuve noir, Spécial Police no 1632, 1981
- Éditions Robert Laffont, collection Bouquins, 1986 ; réédition en 2006
- 10-18, Grands détectives no 2094, 1990
- Presses de la Cité, Les Aventures de Nestor Burma no 11, 1991

## Adaptation à la télévision
- 1993 : Un croque-mort nommé Nestor, épisode 5, saison 2, de la série télévisée française Nestor Burma réalisé par Maurice Frydland, adaptation du roman éponyme de Léo Malet, avec Guy Marchand dans le rôle de Nestor Burma.